# Roa modesta
Roa modesta là một loài cá biển thuộc chi Roa trong họ Cá bướm. Loài này được mô tả lần đầu tiên vào năm 1844.

## Từ nguyên
Tính từ định danh modesta trong tiếng Latinh có nghĩa là "khiêm tốn", hàm ý đề cập đến lời mô tả về loài cá này: "Màu sắc của loài cá này không sáng lắm" (bản dịch).

## Phạm vi phân bố và môi trường sống
Từ Hàn Quốc và vùng biển phía nam Nhật Bản, R. modesta được phân bố trải dài về phía nam đến bờ nam Trung Quốc, đảo Đài Loan và quần đảo Hoàng Sa. Ở Việt Nam, R. modesta còn được ghi nhận tại vịnh Nha Trang và vịnh Vân Phong (Khánh Hòa). Những ghi nhận trước đây của loài này ở Philippines đã được xác định là những loài mới, Roa rumsfeldi và Roa haraguchiae.
R. modesta sống trên các rạn đá ngầm ở vùng nước khá sâu, độ sâu khoảng 120–190 m, nhưng cũng được tìm thấy ở vùng nước nông hơn, khoảng 20 m ở Nhật Bản và 30 m Việt Nam.

## Mô tả
Chiều dài lớn nhất được ghi nhận ở R. modesta là 17 cm. Thân có màu trắng với ba dải sọc màu vàng nâu. Dải thứ nhất hẹp hơn hai dải còn lại, ở đầu và băng qua mắt, dải thứ hai kéo dài từ nửa lưng trước xuống vây bụng, và dải thứ ba kéo dài từ vây lưng mềm xuống vây hậu môn. Các dải này hiếm khi lan rộng đến phần gai vây lưng; gai vây lưng thứ hai có một vệt đen. Chiều cao của các gai vây lưng tạo thành một đường cong rõ ràng khi nhìn nghiêng. Có một đốm tròn màu đen viền trắng nằm ở phía sau vây lưng. Vây bụng có màu nâu với gai màu trắng.
Số gai ở vây lưng: 11; Số tia vây ở vây lưng: 20–23; Số gai ở vây hậu môn: 3; Số tia vây ở vây hậu môn: 16–19; Số gai ở vây bụng: 1; Số tia vây ở vây bụng: 5.

## Sinh thái học
Thức ăn của R. modesta là các loài thủy sinh không xương sống. Chúng thường sống theo cặp hoặc hợp thành nhóm.

## Thương mại
R. modesta đôi khi được đánh bắt trong ngành thương mại cá cảnh.